# Stazione di Chabarovsk 1

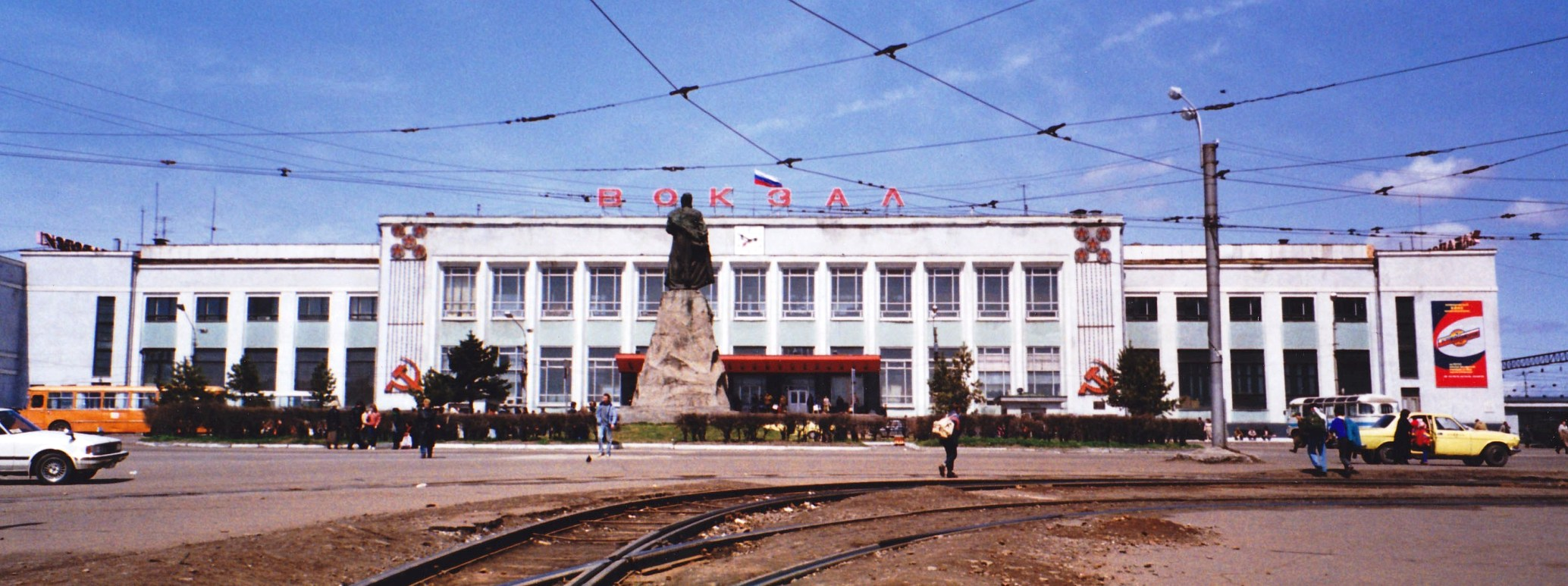
La stazione nel 1992 prima della ricostruzione.

La stazione di Chabarovsk 1 (in russo Хабаровск I?) è la principale stazione ferroviaria di Chabarovsk. Aperta nel 1897 posta sulla Transiberiana.

## Storia
La stazione venne inaugurata nel 1897. L'attuale fabbricato viaggiatori venne costruita negli anni novanta. Venne denominata Chabarovsk 1 per distinguerla dalla fermata posta a est della città.